# Sherwood Park—Fort Saskatchewan
Circonscription électorale fédérale du Canada
Sherwood Park–Fort Saskatchewan est une circonscription électorale fédérale canadienne de l'Alberta. Elle comprend:
- Le comté de Strathcona
- La ville de Fort Saskatchewan.

Elle est créée en 2013 à partir de portions d'Edmonton—Sherwood Park et de Vegreville—Wainwright.
Les circonscriptions limitrophes sont
- au nord : St. Albert—Sturgeon River
- à l'est : Lakeland
- au sud-est : Battle River–Crowfoot
- au sud : Leduc—Wetaskiwin
- à l'ouest : Edmonton Gateway, Edmonton Strathcona, Edmonton Griesbach, Edmonton Manning.

Elle n'a subi aucune modification lors du redécoupage électoral de 2022.

## Députés
| Législature                                                                             | Années       | Député | Député         | Parti        |
| --------------------------------------------------------------------------------------- | ------------ | ------ | -------------- | ------------ |
| Sherwood Park—Fort Saskatchewan issue d'Edmonton—Sherwood Park et Vegreville—Wainwright |              |        |                |              |
| 42e                                                                                     | 2015–2019    |        | Garnett Genuis | Conservateur |
| 43e                                                                                     | 2019–2021    |        | Garnett Genuis | Conservateur |
| 44e                                                                                     | 2021–Présent |        | Garnett Genuis | Conservateur |

## Résultats électoraux
Le premier scrutin aura lieu en 2015.
|       | Candidat           | Parti             | # de voix | % des voix |
|       | (X) Garnett Genuis | Conservateur      | +42 642,  | 63,94 %    |
|       | Rod Frank          | Libéral           | +13 615,  | 20,42 %    |
|       | Joanne Cave        | NPD               | +06 540,  | 9,81 %     |
|       | Brandie Harrop     | Vert              | +01 648,  | 2,47 %     |
|       | Stephen C. Burry   | Parti libertarien | +00678,   | 1,02 %     |
|       | James Ford         | Indépendant       | +01 563,  | 2,34 %     |
| Total | Total              | Total             | 66 686    | 100 %      |